# Kintetsu Yamada
Kintetsu Yamada (japanisch 山田 金鉄 Yamada Kintetsu; * 4. Mai) ist eine japanische Mangaka.

## Werdegang und Werk
Yamada begann ihre Laufbahn mit selbstverlegten Fancomics, sogenannten Dōjinshi. Darunter ist Dragon Farm Nishitokyo von 2017. 2018 startete ihre erste kommerziell verlegte Serie: Du riechst so gut. Sie wurde in viele Sprachen übersetzt, darunter ab 2021 bei Altraverse ins Deutsche, und erzählt von der Liebe zwischen einer Buchhalterin und einem Parfümeur. Es folgten Kurzgeschichten und kurze Serien sowie zwei längere Serien: Sei Gitai Osananajimi dreht sich um ein Mädchen, das sich durch einen Kaugummi in einen Jungen verwandelt und eine Beziehung mit einem anderen Jungen eingeht. Im bis 2024 erschienenen Kasane to Subaru geht es um ein Paar, das als Kollegen durch einen peinlichen Vorfall zusammenkommt und sich darüber besser kennenlernt. Yamadas Serien sind meist romantische Komödien, von denen einige mit Erotik und Geschlechterrollen und -identität spielen.

## Bibliografie (Auswahl)
- Du riechst so gut (あせとせっけん Ase to Sekken, 2018–2021, 11 Bände)
- Kodomo Tsukuru Hon (こどもつくる本, 2021, 1 Band)
- Sei Gitai Osananajimi (性擬態幼馴染, 2021, 5 Bände)
- Kasane to Subaru (かさねと昴, 2021–2024, 5 Bände)
- Yamada Kintetsu Tanpenshū: Zengun Funtō! (山田金鉄短編集 全軍奮闘!, 2022, 1 Band, Kurzgeschichtensammlung)
- Telework Yotabanashi (テレワァク与太話, 2022–2023, 1 Band)